# Тютчев Олексій Іванович

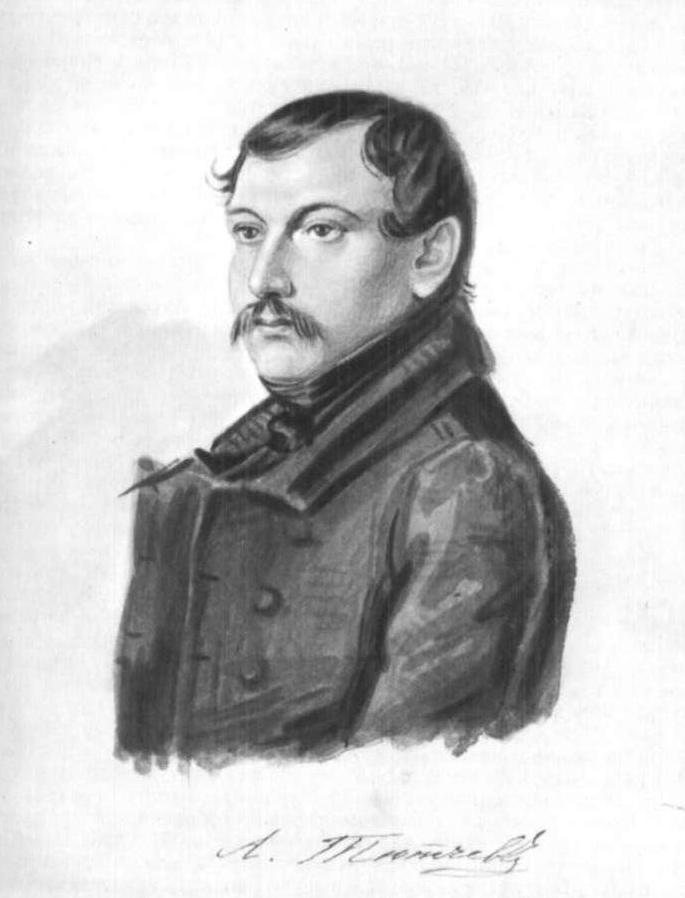
Тютчев Олексій Іванович. 1836 рік. Акварель Бестужева М. О. Автограф Тютчева.

Тютчев Олексій Іванович (1801 або 1802 — 24 січня 1856, Курагино) — декабрист, капітан  Пензенського піхотного полку. Єдиний член  Товариства об'єднаних слов'ян з колишніх  гвардійців.

## Біографія
З  дворян  Брянського повіту  Орловської губернії. Батько — брянський поміщик капітан Іван Іванович Тютчев, мати — Марія Олексіївна Мачихіна. Виховувався в  Морському кадетському корпусі (з 1813 року), але курсу не скінчив, вступивши підпрапорщиком в лейб-гвардії Семеновський полк 29 грудня 1815 року, прапорщик — 8 лютого 1819 року, підпоручик — 15 грудня 1819 року, після повстання Семенівського полку 1820 року переведений в Пензенський піхотний полк штабс-капітаном, капітан — 20 травня 1824 року.
Член  Товариства об'єднаних слов'ян з весни 1825 року.
Наказ про арешт від 20 січня 1826 року, заарештований і доставлений з Житомира до Петербурга на головну гауптвахту — 31 січня 1826 року, в той же день переведений у  Петропавловську фортецю. Звинувачувався в тому, що повідомив  Муравйова-Апостола і  Бестужева-Рюміну про існування  Товариства об'єднаних слов'ян і приєднався до  Південного товариства. Знав мету  Південного товариства — ввести в Росії республіканське правління. Знав про пропозицію винищити царську родину і був призначений до числа змовників для вбивства імператора Олександра I.
Засуджений за II розряду і по конфірмації 10 липня 1826 року засуджений на каторжні роботи на 20 років. Відправлений у Роченсальм — 17 серпня 1826 року, термін скорочений до 15 років — 22 серпня 1826 року, відправлений до Сибіру — 5 жовтня 1827 року. Покарання відбував у Читинському острозі і Петровському заводі. Термін каторги скорочений до 10 років — 8 листопада 1832 року. За указом 14 грудня 1835 року звернений на поселення в с. Курагино Єнісейської губернії (разом з декабристом М. О. Мозгалевським), куди прибув у липні 1836 року. Клопотання брата І. І. Тютчева в 1842 році про переведення до Томська відхилено, в 1848 році дозволено тимчасово прибути до Красноярська для лікування. Помер у с. Курагино, де і похований. Помер за 6 місяців до амністії.
Дружина (цивільна, в с. Курагино) — селянка Ганна Петрівна Жібінова, у них було четверо дітей.